# Хорхе Гільєн
Хорхе Гільєн і Альварес [  ] (нар. 18 січня 1893, Вальядолід — пом. 6 лютого 1984, Малага) — іспанський поет. Належав до групи іспанських письменників «Покоління 27» (Generation del 27).

## Біографія
Хорхе Гільєн вивчав філософію та літературу, по закінченні університету працював асистентом викладача іспанської мови в Сорбонні з 1917 по 1923 рік. У 1925 році він був призначений професором іспанської літератури в університеті Мурсії. З 1929 року викладав в Оксфорді, з 1932 по 1938 рік — в Севільському університеті. У 1938 році він емігрував до Канади, з 1941 по 1967 рік викладав у коледжі Веллслі у США. Потім повернувся до Європи, спочатку до Флоренції, а потім до Малаги.
У 1964 році Гільєна обрали членом Американської академії мистецтв і наук. У 1976 році він отримав премію Сервантеса.
Помер 6 лютого 1984 року в місті Малага у віці 91 року. Похований на Англійському цвинтарі в Малазі.
Його син Клаудіо Гільєн був відомим письменником та мовознавцем, членом Королівської академії іспанської мови.

## Творчість
Хорхе Гільєн значно вплинув своєю поезією на покоління іспанських поетів, яке йшло за ним. Його найвідоміша збірка поезії — «Кантика» (Cántico), опублікована в 1928 році, в якій Гільєн оспівує красу світу. Оригінальна версія містила 75 віршів, але кілька разів доповнювалася, востаннє в 1950 році. Остаточний варіант складається з 334 віршів.
Переклав поему Поля Валері «Надморський цвинтар» (1929), вірші Поля Клоделя, Жуля Сюперв'єля.

## Твори
- 1928 — Cántico
- 1954 — Huerto de Melibea
- 1956 — Del amanecer y el despertar
- 1957 — Clamor. Maremagnun
- 1957 — Lugar de Lázaro
- 1959 — Federíco en persona (Memoiren)
- 1960 — Clamor… Que van a dar en la mar
- 1960 — Historia Natural
- 1961 — Language and Poetry (Essays)
- 1962 — Las tentaciones de Antonio
- 1962 — Según las horas
- 1963 — Clamor. A la altura de las circunstancias
- 1967 — Homenaje. Reunión de vidas
- 1969 — Aire nuestro: Cántico, Clamor, Homenaje
- 1970 — Guirnalda civil
- 1972 — Al margen
- 1973 — Y otros poemas
- 1975 — Convivencia
- 1981 — Final
- 1981 — La expresión